# Aleksandra Mirosław
Aleksandra Mirosław (* 2. Februar 1994 in Lublin, als Aleksandra Rudzińska) ist eine polnische Sportkletterin und mit 6,06 s Weltrekordhalterin in der Disziplin Speed.

## Sportkarriere
Mirosław begann das Klettern im Jahr 2007. Am Kletterweltcup begann sie im Jahr 2010 teilzunehmen und konnte in 2012 ihren ersten Gewinn im Speed-Weltcup in Chamonix erzielen. Beim Kletterweltcup 2013 konnte sie die Bronzemedaille im Speed erringen. In der Folge konnte sie sich im Speedweltcup regelmäßig vorne platzieren, jedoch selten gewinnen, und so wäre sie fast zurückgetreten.
Bei der Kletterweltmeisterschaft 2018 konnte sie in Innsbruck die Goldmedaille im Speed gewinnen. Ein Jahr später bei der Kletterweltmeisterschaft 2019 gewann sie zunächst die Speed-Konkurrenz, um sich die zweite Weltmeisterschaft zu sichern. In der Kombination konnte sie den vierten Platz erzielen und qualifizierte sich so für die Olympischen Sommerspiele 2020 in Tokio.
Der Wettkampf wurde 2021 als olympische Kombination ausgetragen. In den Qualifikationsläufen etablierte sie am 4. August 2021 den ersten olympischen Rekord im Speedklettern mit 6,97 s und konnte sich mit diesem ersten Platz den siebenten Rang in der Kombinationswertung sichern und sich somit für das Finale qualifizieren. Dort konnte sie am 6. August ihre Zeit noch einmal unterbieten und mit 6,84 s einem neuen Weltrekord aufstellen. Im Bouldern und im Schwierigkeitsklettern belegte sie jeweils den letzten Rang und wurde insgesamt Vierte bei der Olympiapremiere.
Am Kletterweltcup 2022 in Seoul am 6. Mai 2022 stellte sie in der Qualifikationsrunde einen neuen Weltrekord mit 6,64 s auf. Am 27. Mai 2022 unterbot sie am Weltcup in Salt Lake City ihre Zeit und stellte mit 6,53 s erneut einen neuen Weltrekord auf. Am Weltcup in Seoul am 28. April 2023 stellte sie in der Qualifikationsrunde gleich zwei neue Weltrekorde auf: Zuerst 6,46 s, dann 6,37 s. Im Halbfinale konnte sie mit 6,35 s und im Finale mit 6,25 s ihre Bestzeit nochmals verbessern.
Im August 2022 gewann sie bei der Klettereuropameisterschaft in der Disziplin Speed. 2023 war Sportklettern erstmal bei den Europaspielen vertreten. Nachdem Mirosław in der Qualifikation die beiden schnellsten Zeiten hatte und generell in allen Duellen unter sieben Sekunden geblieben war, musste sie sich im Finale ihrer Landsfrau Natalia Kałucka um 62 Tausendstel geschlagen geben.
Im August 2023 wurde sie bei der Weltmeisterschaft in Bern Dritte.
Am 15. September 2023 verbesserte sie im Europäischen Qualifikationswettkampf ihren eigenen Weltrekord auf 6,24 s und qualifizierte sich als Siegerin für die Olympischen Sommerspiele 2024 in Paris. Dort brach sie in der Qualifikation erneut zweimal ihren Weltrekord bis auf 6,06 s. Im Finale konnte sie sich gegen Lijuan Deng durchsetzten und gewann somit die Goldmedaille. Für ihren Olympiasieg erhielt sie im September 2024 das Offizierskreuz des Orden Polonia Restituta.